# Hylesia tapabex
Hylesia tapabex är en fjärilsart som beskrevs av Dyar 1913. Hylesia tapabex ingår i släktet Hylesia och familjen påfågelsspinnare. Inga underarter finns listade i Catalogue of Life.